# Błażej Augustyn
Błażej Augustyn (ur. 26 stycznia 1988 w Strzelinie) – polski piłkarz występujący na pozycji obrońcy. W latach 2009–2010 młodzieżowy reprezentant Polski.

## Kariera klubowa
Augustyn rozpoczął swoją karierę w Strzeliniance Strzelin. Następnie występował w Śląsku Wrocław oraz UKS-ie SMS-ie Łódź. Latem 2005 wyjechał do angielskiego Bolton Wanderers, gdzie występował przez kolejne dwa lata. 20 czerwca 2007 podpisał czteroletni kontrakt z Legią Warszawa. Sezon 2008/09 spędził na wypożyczeniu w Rimini, zaś 17 czerwca 2009 roku został sprzedany do Catanii, z którą związał się czteroletnią umową. 23 sierpnia zadebiutował w nowych barwach podczas przegranego 1:2 spotkania z Sampdorią, a w 78. minucie meczu został ukarany czerwoną kartką. Pod koniec sierpnia 2011 został wypożyczony do Vicenzy. 5 września 2013 na zasadzie wolnego transferu przeszedł do Górnika Zabrze, z którym podpisał roczny kontrakt. 1 lipca 2015 został nowym zawodnikiem Heart of Midlothian. 3 sierpnia 2016 podpisał dwuletni kontrakt z Ascoli Picchio FC 1898. 6 sierpnia 2017 przeszedł na zasadzie wolnego transferu do Lechii Gdańsk, z którą podpisał dwuletni kontrakt. 21 marca 2019 jego umowa z Lechią Gdańsk została przedłużona o kolejny rok. 18 lipca 2020 podpisał dwuletni kontrakt z Jagiellonią Białystok.
23 czerwca 2022 roku podpisał roczny kontakt z Wieczystą Kraków.

## Statystyki
(aktualne na dzień 6 sierpnia 2020)
| Klub                | Sezon              | Liga               | Liga  | Liga   | Puchar kraju | Puchar kraju | Puchar ligi | Puchar ligi | Europa | Europa | Suma  | Suma   |
| Klub                | Sezon              | Liga               | Mecze | Bramki | Mecze        | Bramki       | Mecze       | Bramki      | Mecze  | Bramki | Mecze | Bramki |
| ------------------- | ------------------ | ------------------ | ----- | ------ | ------------ | ------------ | ----------- | ----------- | ------ | ------ | ----- | ------ |
| Bolton Wanderers    | 2006/07            | Premier League     | –     | –      | 1            | 0            | –           | –           | –      | –      | 1     | 0      |
| Bolton Wanderers    | Ogólnie            | Ogólnie            | 0     | 0      | 1            | 0            | 0           | 0           | 0      | 0      | 1     | 0      |
| Legia Warszawa      | 2007/08            | I liga             | 4     | 0      | 1            | 0            | 4           | 0           | –      | –      | 9     | 0      |
| Legia Warszawa      | Ogólnie            | Ogólnie            | 4     | 0      | 1            | 0            | 4           | 0           | 0      | 0      | 9     | 0      |
| Rimini (wyp.)       | 2008/09            | Serie B            | 6     | 0      | –            | –            | –           | –           | –      | –      | 6     | 0      |
| Rimini (wyp.)       | Ogólnie            | Ogólnie            | 6     | 0      | 0            | 0            | 0           | 0           | 0      | 0      | 6     | 0      |
| Calcio Catania      | 2009/10            | Serie A            | 10    | 0      | 4            | 0            | –           | –           | –      | –      | 14    | 0      |
| Calcio Catania      | 2010/11            | Serie A            | 6     | 0      | 1            | 0            | –           | –           | –      | –      | 7     | 0      |
| Calcio Catania      | Ogólnie            | Ogólnie            | 16    | 0      | 5            | 0            | 0           | 0           | 0      | 0      | 21    | 0      |
| Vicenza (wyp.)      | 2011/12            | Serie B            | 26    | 1      | –            | –            | –           | –           | –      | –      | 26    | 1      |
| Vicenza (wyp.)      | Ogólnie            | Ogólnie            | 26    | 1      | 0            | 0            | 0           | 0           | 0      | 0      | 26    | 1      |
| Calcio Catania      | 2012/13            | Serie A            | 1     | 0      | –            | –            | –           | –           | –      | –      | 1     | 0      |
| Calcio Catania      | Ogólnie            | Ogólnie            | 1     | 0      | 0            | 0            | 0           | 0           | 0      | 0      | 1     | 0      |
| Górnik Zabrze       | 2013/14            | Ekstraklasa        | 5     | 0      | –            | –            | –           | –           | –      | –      | 5     | 0      |
| Górnik Zabrze       | 2014/15            | Ekstraklasa        | 17    | 2      | 1            | 0            | –           | –           | –      | –      | 18    | 2      |
| Górnik Zabrze       | Ogólnie            | Ogólnie            | 22    | 2      | 1            | 0            | 0           | 0           | 0      | 0      | 23    | 2      |
| Heart of Midlothian | 2015/16            | Premiership        | 22    | 0      | 3            | 0            | 2           | 0           | –      | –      | 27    | 0      |
| Heart of Midlothian | Ogólnie            | Ogólnie            | 22    | 0      | 3            | 0            | 2           | 0           | 0      | 0      | 27    | 0      |
| Ascoli              | 2016/17            | Serie B            | 30    | 0      | 1            | 0            | –           | –           | –      | –      | 31    | 0      |
| Ascoli              | Ogólnie            | Ogólnie            | 30    | 0      | 1            | 0            | 0           | 0           | 0      | 0      | 31    | 0      |
| Lechia Gdańsk       | 2017/18            | Ekstraklasa        | 15    | 2      | –            | –            | –           | –           | –      | –      | 15    | 2      |
| Lechia Gdańsk       | 2018/19            | Ekstraklasa        | 30    | 2      | 3            | 0            | –           | –           | –      | –      | 33    | 2      |
| Lechia Gdańsk       | 2019/20            | Ekstraklasa        | 12    | 1      | 1            | 0            | –           | –           | 2      | 0      | 15    | 1      |
| Lechia Gdańsk       | Ogólnie            | Ogólnie            | 57    | 5      | 4            | 0            | 0           | 0           | 2      | 0      | 63    | 5      |
| Ogólnie w karierze  | Ogólnie w karierze | Ogólnie w karierze | 184   | 8      | 16           | 0            | 6           | 0           | 2      | 0      | 208   | 8      |

## Sukcesy

### Legia Warszawa
- Puchar Polski (1×): 2007/2008

### Lechia Gdańsk
- Puchar Polski (1×): 2018/2019
- Superpuchar Polski (1×): 2019

## Kariera freak fight
4 sierpnia 2023 roku nowopowstała federacja Clout MMA ogłosiła walkę na zasadach MMA, podczas której zmierzą się debiutujący w tej formule Błażej Augustyn oraz Dominik Pudzianowski. 35-letni piłkarz wygrał ten pojedynek przez jednogłośną decyzję sędziowską.
W drugiej walce, którą stoczył 29 grudnia 2023 na gali Clout MMA 3: Santa Clout zmierzył się z siatkarzem, Zbigniewem Bartmanem. Przegrał przez techniczny nokaut w pierwszej rundzie

### Lista walk w kick-boxingu
| Wynik     | Bilans | Przeciwnik (bilans przed walką) | Rozstrzygnięcie                                                       | Runda | Czas | Wydarzenie               | Data       | Miejsce  | Uwagi                        |
| --------- | ------ | ------------------------------- | --------------------------------------------------------------------- | ----- | ---- | ------------------------ | ---------- | -------- | ---------------------------- |
| Przegrana | 0-1    | Zbigniew Bartman (0-0)          | TKO (niezdolność do kontynuowania walki – kontuzja ręki po nokdaunie) | 1     | 2:35 | Clout MMA 3: Santa Clout | 29.12.2023 | Warszawa | K-1 w małych rękawicach MMA. |

### Lista walk w MMA
| Wynik   | Bilans | Przeciwnik (bilans przed walką) | Rozstrzygnięcie       | Runda | Czas | Wydarzenie                      | Data       | Miejsce  | Uwagi        |
| ------- | ------ | ------------------------------- | --------------------- | ----- | ---- | ------------------------------- | ---------- | -------- | ------------ |
| Wygrana | 1-0    | Dominik Pudzianowski (0-0)      | Decyzja (jednogłośna) | 3     | 3:00 | Clout MMA 1: Fonfara vs. Najman | 05.08.2023 | Warszawa | Debiut w MMA |